# Æthelbald
Æthelbald (Mất năm 860) là Vua của Wessex từ năm 855 đến năm 860. Ông là con thứ hai trong số năm người con trai của Vua Æthelwulf.
Æthelbald kết hôn với mẹ kế Judith. Asser, người viết tiểu sử về người em út của ông, Alfred Đại đế , đã tố cáo sự kết hợp này là "chống lại sự cấm đoán của Đức Chúa Trời và phẩm giá Cơ đốc, và cũng trái với thông lệ của tất cả những người ngoại giáo", nhưng cuộc hôn nhân dường như không bị lên án. Cuộc hôn nhân này không có con cái và Æthelberht, em trai của Æthelbald, đã kế vị ngai vàng của Wessex sau khi ông qua đời vào năm 860.